# Bistum Votuporanga
Das Bistum Votuporanga (lateinisch Dioecesis Votuporangensis, portugiesisch Diocese de Votuporanga) ist eine in Brasilien gelegene römisch-katholische Diözese mit Sitz in Votuporanga im Bundesstaat São Paulo.

## Geschichte
Das Bistum Votuporanga wurde am 20. Juli 2016 durch Papst Franziskus aus Gebietsabtretungen der Bistümer São José do Rio Preto und Jales errichtet und dem Erzbistum Ribeirão Preto als Suffraganbistum unterstellt. Erster Bischof wurde Moacir Aparecido de Freitas.
Am 22. Mai 2025 wurde es als Suffraganbistum Teil der neugegründeten Kirchenprovinz São José do Rio Preto.